# نهب لوفين
كان نهب لوفين هجومًا ألمانيًا على مدينة لوفين البلجيكية (الفرنسية: Louvain)، وهو جزء من الأحداث المعروفة إجمالًا باسم "استباحة بلجيكا"، التي وقعت خلال الحرب العالمية الأولى. على مدار عدة أيام من النهب والوحشية، قُتل 248 شخصًا ورُحِّل 1500 إلى ألمانيا حيث احتُجزوا في معسكر مونستر للاعتقال حتى يناير 1915. دُمّرت مكتبة جامعة لوفين الكاثوليكية بعد أن أضرم جنود الاحتلال الألماني النار فيها، ودُمر 1120 منزلًا من أصل 8928 منزلًا في لوفين.

## مقدمة
كان الجيش الإمبراطوري الألماني، المشكل بدرجة رئيسية من المتطوعون والمجندون الجدد الذين تلقوا الحد الأدنى من التدريب العسكري قبل إرسالهم إلى القتال، قد ارتكب بالفعل جرائم حرب متعددة منذ غزو بلجيكا في 4 أغسطس 1914، بما في ذلك عمليات قتل جماعي لمئات المدنيين كرهائن أو للاشتباه في مشاركتهم في حرب العصابات، في لييج وأرشوت وأندين.  في يوم الثلاثاء 18 أغسطس، انسحب الجيش البلجيكي من مدينة لوفين الجامعية؛ وفي صباح اليوم التالي، الأربعاء 19 أغسطس، دخلت القوات الألمانية — بما في ذلك المشاة والمدفعية والفرسان — المدينة، ولم تواجه أي مقاومة من السكان. 

## الأحداث

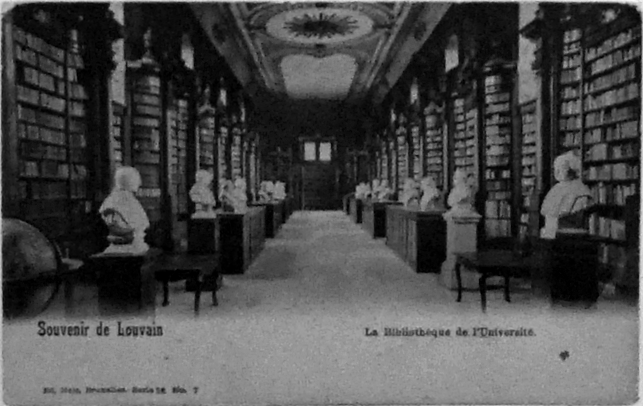
مكتبة الجامعة الكاثوليكية في لوفين في بطاقة بريدية من أوائل القرن العشرين

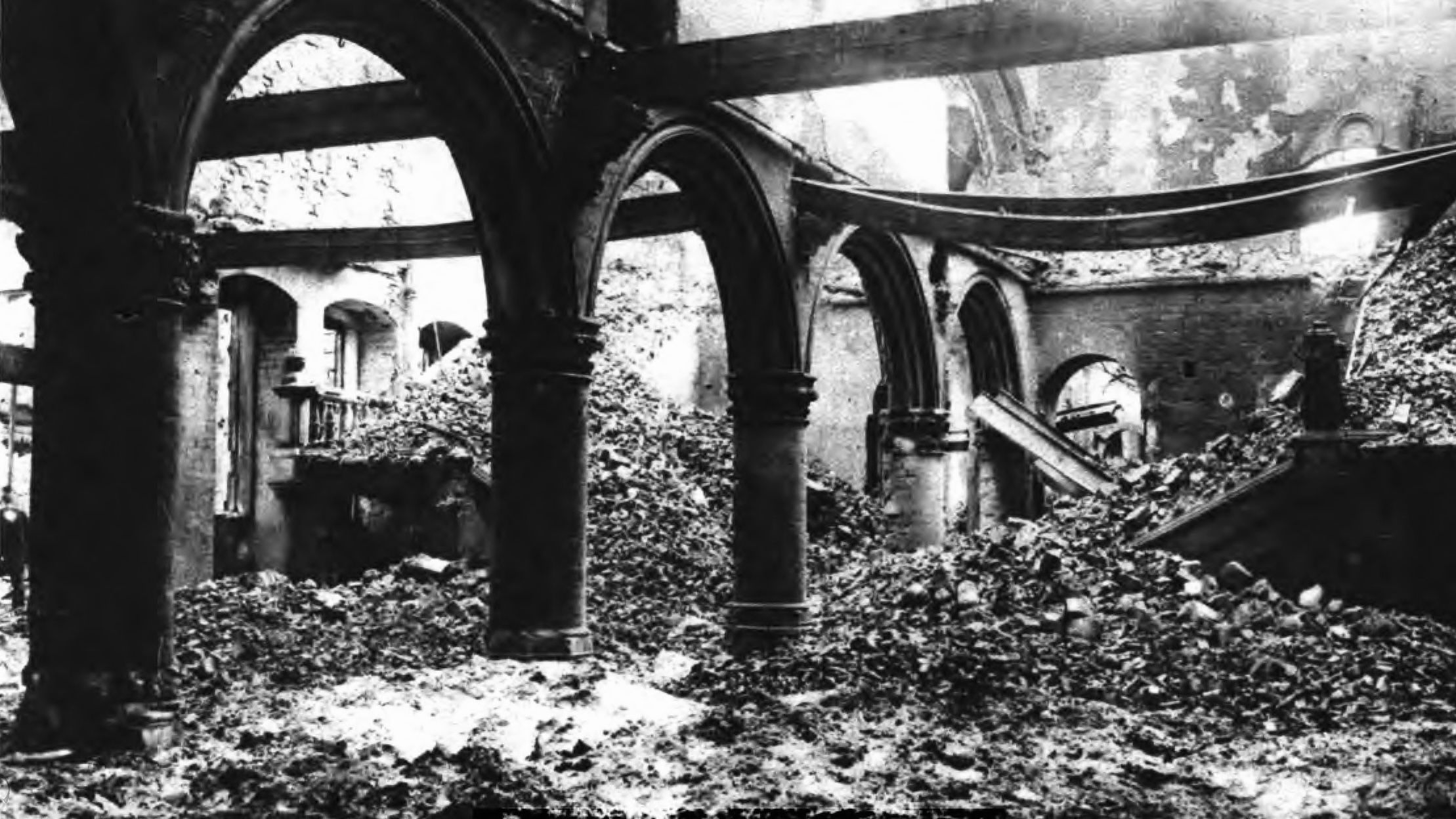
أطلال مكتبة جامعة لوفين بعد أن أحرقها الجيش الألماني عام 1914

احتل حوالي 15,000 جندي ألماني المدينة، وفي الفترة من 19 إلى 22 أغسطس، اتخذ الجيش الألماني الأول مقرًا له في لوفين. احتجز الألمان رهائن من الإدارة البلدية والقضاة والجامعة الكاثوليكية في لوفين، وأجبروا السكان على إبقاء أبواب منازلهم مفتوحة ونوافذهم مضاءة طوال الليل.
في 25 أغسطس، وعلى الرغم من عدم مواجهتهم لأي مقاومة من السكان، بدأت القوات الألمانية مذبحة.  من المرجح أن المذبحة بدأت عندما أطلقت مجموعة من الجنود الألمان، الذين أصيبوا بالذعر بسبب تقرير كاذب عن هجوم كبير للحلفاء في المنطقة، النار على بعض زملائهم الألمان.    ومع ازدياد ذعر الجيش الألماني الأول، تبخر انضباطهم، وأُطلق النار على المدنيين أو طعنهم بالحراب، وأُضرمت النيران في المنازل، وظهرت على بعض الجثث لاحقًا علامات التعذيب.  وألقي العديد من القتلى في الخنادق وخنادق البناء. 
حوالي الساعة 11:30 مساءً، اقتحم الجنود الألمان مكتبة الجامعة (الموجودة في قاعة القماش التي تعود للقرن الرابع عشر)، والتي كانت تحتوي على مجموعات خاصة مهمة، بما في ذلك المخطوطات والكتب التي تعود إلى العصور الوسطى، وأشعلوا فيها النار.  وفي غضون عشر ساعات، دٌمرت المكتبة ومجموعتها تقريبًا.  واستمر الحريق مشتعلًا لعدة أيام.  تم إنقاذ عميد الكلية الأمريكية في لوفين من قبل براند ويتلوك، السفير الأمريكي، الذي سجل رواية العميد عن "القتل والشهوة والنهب والحرائق والسلب والإخلاء وتدمير المدينة" بالإضافة إلى هجوم الحرق العمد الذي دمر مخطوطات المكتبة.  تسبب حرق مكتبة جامعة لوفين في تدمير أكثر من 230,000 كتاب، بما في ذلك 750 مخطوطة من العصور الوسطى.  كما تم تدمير المكتبات الشخصية وأوراق الموثقين والمحامين والقضاة والأساتذة والأطباء. 
استمرت عمليات القتل وأعمال الوحشية الأخرى طوال الليل واليوم التاليين.  وفي اليوم التالي، قصف الجيش الألماني المدينة بخمس قذائف.  تعرضت المدينة للنهب الكامل، حيث شارك العديد من الضباط والرجال الألمان في نهب الأموال والنبيذ والفضة وغيرها من الأشياء ذات القيمة، بينما قتلوا أولئك الذين قاوموا أو لم يفهموا. 
في المدينة، تم تدمير حوالي 1100 مبنى،  وقُدِّر بشكل مختلف أنها تشكل سدس  أو أكثر من خمس هياكل المدينة.  تم إنقاذ قاعة مدينة لوفين لأنها كانت بالفعل موقع المقر الألماني.  قُتل حوالي 248 مدنيًا، ونُفي معظم سكان المدينة البالغ عددهم 42,000 نسمة بالقوة إلى الريف،  مع أخذ بعضهم من منازلهم تحت تهديد السلاح.  تم ترحيل حوالي 1500 مواطن من المدينة، بما في ذلك النساء والأطفال وأربعة من الرهائن، إلى ألمانيا في عربات ماشية السكك الحديدية. 

## إرث

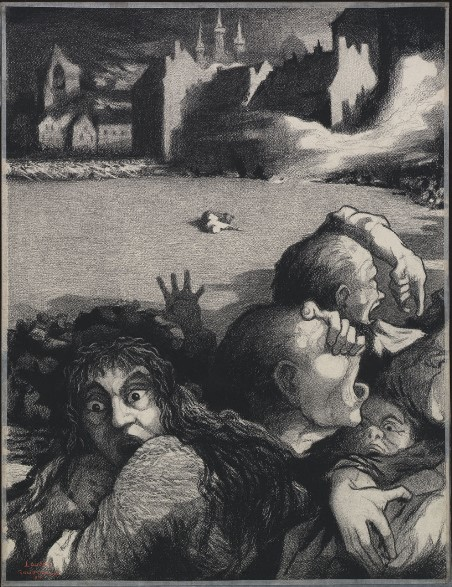
لوفان للفنان البلجيكي جيسبرت كومباز (1916)

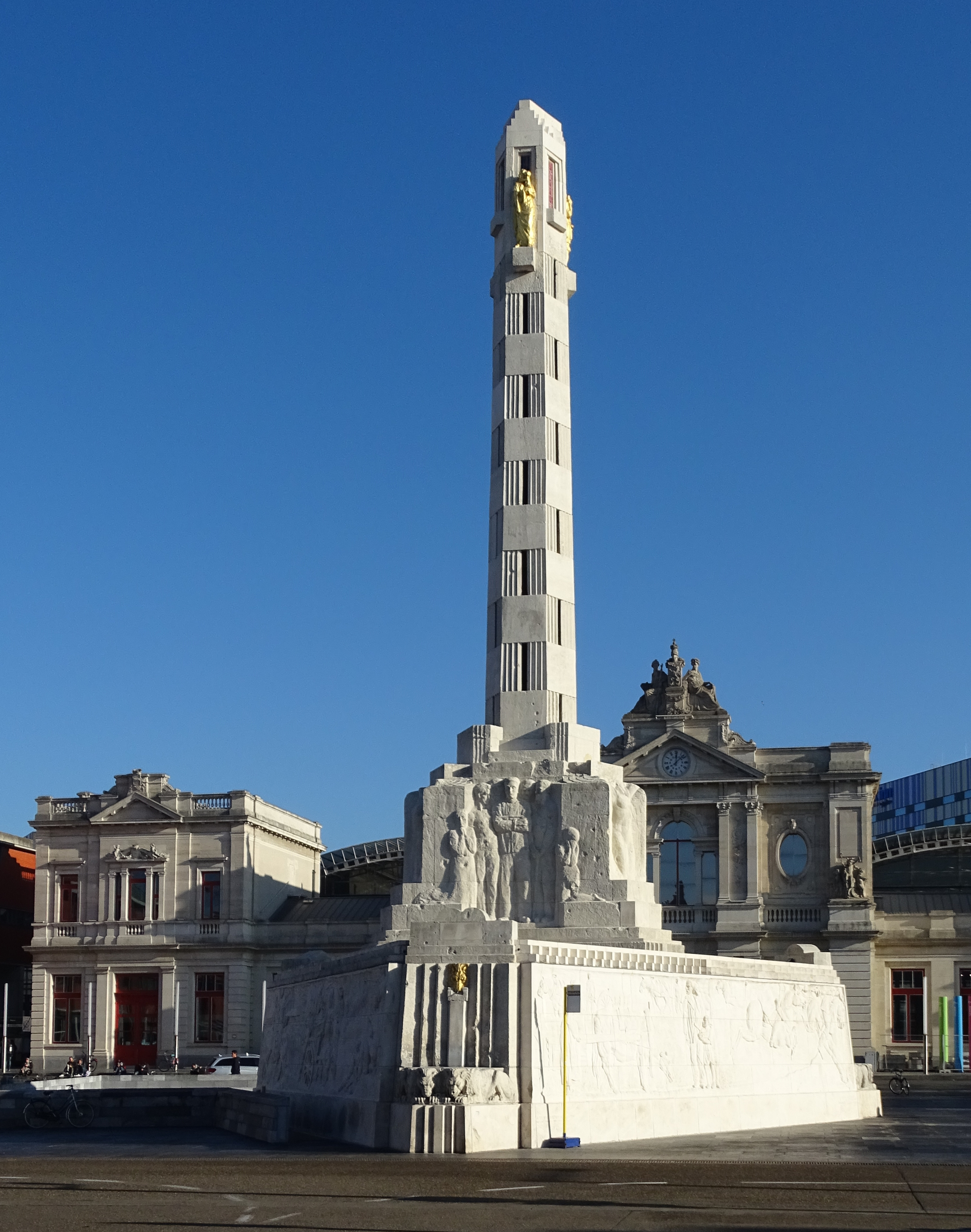
النصب التذكاري للسلام، لوفين

أثارت الفظائع الألمانية والتدمير الثقافي غضبًا عالميًا.   وأضرت بشدة بمكانة ألمانيا في الدول المحايدة.  وفي المملكة المتحدة، كتب رئيس الوزراء، هربرت أسكويث، أن "حرق لوفان هو أسوأ ما فعله الألمان حتى الآن. إنه يذكرنا بحرب الثلاثين عامًا ... وإنجازات تيلي وفالنشتاين."  وأدان الحزب البرلماني الأيرلندي، بقيادة جون ريدموند، الفظائع الألمانية.  ووصفتها صحيفة ديلي ميل بأنها "محرقة لوفان".   وأدان المثقفون والصحفيون في إيطاليا الفعل الألماني، وساهم في ابتعاد إيطاليا عن ألمانيا والنمسا وانجرافها نحو الحلفاء. 
وفقًا للمؤرخ ألفريد موريس دي زاياس، جمع مكتب جرائم الحرب التابع لوزارة الحرب البروسية 73 إفادة من شهود عيان حول نهب لوفان، والتي كانت في الغالب من الضباط والجنود الألمان. ووفقًا لدي زاياس، فإن البروتوكولات الأصلية أكثر اكتمالًا وأكثر موثوقية من المقتطفات التي تظهر في الكتاب الأبيض الألماني. زعمت الإفادات أن الجنود الألمان اعتقدوا أنهم يتعرضون لهجوم من قبل مدنيين بلجيكيين مسلحين وأن تدمير المدينة وتراثها الثقافي حدث في خضم ما كان يُعتقد أنه معركة حضرية ضد أعضاء يرتدون ملابس مدنية من الحرس المدني البلجيكي. على سبيل المثال، زُعم أن المتمردين الأسرى والقتلى لم يتم التعرف عليهم كسكان محليين من قبل أي بلجيكي في لوفان، لذلك كان يُعتقد أنه تم إرسالهم من خارج المدينة بأوامر لتنظيم انتفاضة مناهضة لألمانيا. علاوة على ذلك، شهد جورج بيرجهاوزن، كبير الأطباء في الجيش الأول، أن الجنود الألمان الجرحى في لوفين أصيبوا في الغالب برصاص بنادق الصيد، بدلاً من كونهم ضحايا لنيران صديقة. إذا لم تكن شهادة بيرجهاوزن شهادة زور، في محاولة لحماية الضباط والجنود المجندين في فرقته من مواجهة إجراءات المحكمة العسكرية بموجب القانون العسكري الألماني، فهي مثيرة للاهتمام، حيث أمرت حكومة مدينة لوفين بمصادرة جميع الأسلحة النارية المملوكة للقطاع الخاص في أوائل أغسطس، معتقدة أن المقاومة المدنية كانت عقيمة وستثير أعمال انتقامية عنيفة. 
أعيد افتتاح الجامعة في عام 1919، وتم افتتاح المكتبة التي أعيد بناؤها في عام 1927. وقال رئيس الجامعة، بولين لاديوز، "في لوفان، استبعدت ألمانيا نفسها كأمة من المفكرين". 
في الآونة الأخيرة، قام المؤرخ توماس ويبر في القرن الحادي والعشرين بفحص الأسباب الجذرية لجرائم الحرب الألمانية المرتكبة أثناء استباحة بلجيكا، والتي وقعت الغالبية العظمى منها بين 18 و28 أغسطس 1914 والتي تم تقليصها من خلال السياسات التأديبية التي تبنتها القيادة العليا للجيش الإمبراطوري الألماني على الفور استجابة للاحتجاج العالمي. يتصرف ويبر مستفيدًا من كل من الإدراك المتأخر والانفصال عن العواطف والدعاية الفظيعة والأيديولوجيات السياسية في تلك الفترة، ويزعم أن جرائم الحرب الألمانية في بلجيكا لم تكن مدفوعة بمعاداة الكاثوليكية، حيث شاركت حتى وحدات كاثوليكية ساحقة من الجيش الإمبراطوري الألماني طواعية. كما أنها لم تكن، كما يزعم العديد من مؤرخي أطروحة نظرية التاريخ الألماني، النتيجة الطبيعية لكل من الثقافة الألمانية والعسكرة على غرار الجيش البروسي، والتي يمكن من خلالها رسم خط مستقيم إلى الهولوكوست والعديد من جرائم الحرب النازية الأخرى في الحرب العالمية الثانية. 
على الرغم من أن الشعب الألماني يُصوَّر تقليديًا على أنه شعب منظم ومنضبط للغاية وذو كفاءة عالية،  وفقًا لويبر، فإن العوامل الحقيقية "الظرفية" المؤثرة أثناء استباحة بلجيكا في أغسطس 1914 كانت "العصبية والقلق لدى المدنيين الذين تم حشدهم على عجل وغير المدربين إلى حد كبير، والذعر، [و] الانزلاق من الاستيلاء إلى النهب والسلب". 
وفقًا لويبر، شهدت بلجيكا في أغسطس 1914 أعدادًا هائلة من الجنود الألمان المراهقين ذوي التدريب المحدود، وسوء الانضباط، والبارانويا الشديدة، " مقاتلين غير نظاميين في كل مكان، بعواقب وخيمة. في كثير من حالات إطلاق القوات الألمانية النيران الصديقة على قوات ألمانية أخرى، أو في المناسبات التي عجزت فيها القوات الألمانية عن تحديد اتجاه نيران العدو، افترض وجود مقاتلين أعداء غير شرعيين على الفور، مما أدى إلى نتائج مدمرة وكارثية. ومما زاد الطين بلة، أن الحرس المدني البلجيكي الذي نُشر خلال الأيام القليلة الأولى من الحرب (وبالتالي مباشرة قبل فترة الأحد عشر يومًا التي وقعت فيها معظم الفظائع) لم يكن يرتدي الزي الرسمي." 
إن تدمير مكتبة الجامعة، سواءً كان عملاً قام به مجندون غير مدربين تدريباً جيداً، أو عملاً تخريبياً ثقافياً متعمداً، أو لأنه، على غرار قصف مونتي كاسينو عام 1944، يُعتقد أن مباني المكتبة تُستخدم سراً لأغراض عسكرية، ينتهك التزام ألمانيا الإمبراطورية، بصفتها دولة موقعة على اتفاقية لاهاي لعام 1907، بأنه "في حالات الحصار والقصف، يجب اتخاذ جميع الخطوات اللازمة لتجنب، قدر الإمكان، المباني المخصصة للأغراض الدينية أو الفنية أو العلمية أو الخيرية". ولهذا السبب، تضمنت معاهدة فرساي، التي أنهت الحرب العالمية الأولى، بنداً لتعزيز حماية الممتلكات الثقافية بموجب القانون الدولي. 
أقيم نصب تذكاري في الساحة البلدية في لوفين، يطل على ضريح يضم رفات 138 ضحية من ضحايا النهب.  يتميز النصب التذكاري بألواح من تصميم مارسيل وولفيرز تصور الفظائع التي ارتكبها جنود من الجيش الألماني الأول ضد السكان المدنيين في لوفين بعد انهيار انضباطهم العسكري.  تم الكشف عن الضريح في عام 1925 من قبل القائد الأعلى السابق لقوات الحلفاء المارشال فرديناند فوش، أمام جمهور ضم الملكة إليزابيث والكاردينال ديزيريه جوزيف ميرسييه. 